# Квач Орест Арсенович
Оре́ст Арсе́нович Ква́ч (23 липня 1991, Заліщики, Заліщицький район, Тернопільська область, Українська РСР, СРСР — 27 липня 2014, Лутугине, Луганський район, Луганська область, Україна) — український громадський діяч, спортсмен і військовик, боєць батальйону територіальної оборони «Айдар». Кавалер ордена «За мужність» ІІІ ступеня.

## Життєпис

### Ранні роки
Народився 23 липня 1991 року в місті Заліщики. Навчався у заліщицькій спеціалізованій школі І—ІІІ ступенів імені Осипа Маковея з поглибленим вивченням інформаційних технологій та технологічних дисциплін, згодом — у гімназії імені братів Гнатюків.
Закінчив Київський військовий ліцей імені Івана Богуна, в якому навчався протягом 2006—2008 років. У 2008 році вступив до Київського національного університету імені Вадима Гетьмана спочатку на економічний, потім — на юридичний факультет.
Член тернопільського спортивного клубу «Характерник». Вільно володів англійською мовою, захоплювався історією. Належав до ультрас, був фанатом київського футбольного клубу «Динамо» і представником колективу «Young Hope».
У 15 років долучився до вишколів мілітаристичного спрямування. Навчаючись у Києві, далі практикував контактні єдиноборства, здобував призові місця на турнірах із бойового самбо та ММА. Згодом серйозно взявся за страйкбол та змішане контактне єдиноборство «фріфайт», здобув звання кандидата в майстри спорту.

### Громадська діяльність
З 2009 року активно боровся проти незаконних забудов Києва. Брав участь у порятунку озера Тельбин на Березняках, захисті Біличанського лісу на Святошині, виступав за збереження Музею історії Києва та Гостинного двору, захищав від рейдерів Десятинну церкву. У 2012 році брав участь у Мовному майдані. У цей же час став лідером бойового крила «С14» — «Медобори», що складалося з київських націоналістів та футбольних фанатів «Динамо» і ЦСКА.
Разом з побратимами кілька років організовував Всеукраїнський чемпіонат серед школярів «Кубок молодого футболу». Ініціював та проводив різні спортивні турніри, акції, тренування, долучався до ініціативи «Стій за дітей Fest» — фестиваль з метою підтримки дітей без батьківської опіки.
Під час Революції гідності брав участь у найгарячіших точках протестів, де зазнав першої контузії. Під час заворушень на вулиці Інститутській очолив групу протестуючих.

### Російсько-українська війна
З початком анексії Криму спільно з іншими добровольцями почав готуватися до участі в бойових діях. У червні 2014 року долучився до розвідувально-саперної групи «Стріла» батальйону «Айдар», де був мало не наймолодшим.
Загинув у боях за місто Лутугине в Луганській області 27 липня 2014 року. За однією з версій, підірвався на міні під час розвідувального рейду, за другою — загинув у бою на залізничному переїзді. Того ж дня в боях так само загинули: Сергій Коврига, Ігор Римар,  Сергій Шостак, Микола Личак, Іван Куліш, Іолчу Алієв, Віталій Бойко, Ілля Василаш, Михайло Вербовий, Олександр Давидчук і Станіслав Менюк. Похований у м. Заліщиках.

## Нагороди та відзнаки
- Звання «Спортивний герой» в обласній програмі «Герої спортивного року Тернопільщини — 2014» (посмертно)[8].
- Звання «Майстер спорту України з фрі-файту» (посмертно)[2].
- Орден «За вірність присязі» (3 травня 2015, посмертно) — з нагоди річниці заснування батальйону «Айдар»[2].
- Орден «За мужність» ІІІ ступеня (28 червня 2015, посмертно) — за особисту мужність і героїзм, виявлені у захисті державного суверенітету та територіальної цілісності України[9].
- Нагрудний знак «За оборону Луганського аеропорту» (22 грудня 2016, посмертно)[1][10].
- Відзнака Добровольчого українського корпусу «Бойовий хрест корпусу» (7 серпня 2019)[11].
- Звання «Почесний громадянин Тернопільської області» (2025, посмертно)[12].

## Вшанування пам'яті
- 6 вересня 2014 року представники адміністрації Заліщицької гімназії, вчительського, учнівського та батьківського колективів у день сороковин Ореста Квача вшанували його пам'ять та Олега Гулька велозаїздом пам'яті. Маршрут проліг від подвір'я гімназії через села Дзвиняч, Бедриківці, Добрівляни до центру Заліщиків і завершився біля пам'ятника Степану Бандері.
- 8 травня 2015 року на фасаді Заліщицької державної гімназії, в якій навчався Орест Квач, відкрито й освячено пам'ятну дошку на його честь[13][14].
- У грудні 2015 року в Конотопі вулицю Неровні перейменовано на вулицю Ореста Квача[15].
- У 2018 році фанати футбольного клубу «Динамо» в Києві на проспекті Валерія Лобановського створили стіну пам'яті на честь Ореста Квача[16].
- У вересні 2021 року англієць Алек Філліпс та його напарниця, уродженка Тернополя Ольга Фатюк, розігналися до швидкості 301,2 кілометра на годину та встановили національний і світовий рекорди в категорії «Швидкісна їзда з пасажиром», який присвятили пам'яті Ореста Квача[17][18].
- В листопаді 2021 року поблизу міста Заліщики байкери, що встановили рекорд швидкості на мотоциклі, висадили саджанці дубів у пам'ять про Ореста Квача[19]. У 2015 році на тому ж місці дерева висадила мати Квача[20].
- У Київському військовому ліцеї імені Івана Богуна, де навчався Орест Квач, встановлено меморіальну дошку на його честь[14].
- 24—25 липня 2021 року в Заліщиках відбувся фестиваль «Вільний духом. Пам'яті Ореста Квача»[21].